# Mundial 78
Mundial 78 est une bande dessinée espagnole illustrée par Francisco Ibáñez, appartenant à la franchise Mortadel et Filémon, éditée en 1977 et 1978.

## Synopsis
Mondonguillo I, président de l'inexistante République africaine de Mondongo, veut organiser une Coupe du monde de football, mais la FIFA ne lui a pas accordé l'organisation. Mondonguillo I va tenter de se venger en sabotant la 78e Coupe du monde en Argentine. Mortadel et Filémon devront l'en empêcher. Pour ne pas éveiller les soupçons, ils participeront avec l'équipe nationale espagnole. Et comme si cela ne suffisait pas, le Pr Bacterio les accompagnera avec ses inventions.

## Édition
Au début, la bande dessinée s'intitulait simplement Mundial, mais le chiffre a été ajouté plus tard. Mortadel et Filémon avaient déjà joué au football dans la courte bande dessinée ¡A por ese balón! de 1976, mais c'est la première fois qu'ils participent à une Coupe du monde. En raison de contraintes éditoriales (Ibáñez n'aime pas du tout le football et déteste dessiner les joueurs « avec leurs petites bottes pleines de crampons »), le dessinateur a dû placer ses agents dans toutes les Coupes du monde depuis lors, à l'exception de El mundial de México (es), qui a été réalisé par Bruguera après le départ de Francisco Ibáñez pour Grijalbo.